# Cửu Hương
Cửu Hương được gọi là "Thế giới hang động" cách thành phố Côn Minh 90Km tổng cộng có trên 100 hang động lớn nhỏ, là quần thể hang động lớn của Vân Nam-Trung Quốc. Thiên nhiên trải qua hàng trăm triệu năm đã kiến tạo nên một cảnh quan tuyệt mỹ dưới lòng đất. Các hang đá, thạch nhũ trong hang được đặt tên, khiến cho các khối đá trở nên có hồn và sinh động. Tổng cộng có trên 100 hang động lớn nhỏ và là quần thể hang động lớn nhất Trung Quốc có diện tích 170 km2 nằm ở độ cao từ 1.750m – 1.900 m so với mặt nước biển, nhiệt độ bình quân năm là 14,6oC. Theo kết luận của các nhà hang động học trên Thế giới, quần thể hang động Củu Hương được hình thành từ 600 triệu năm về trước, là một hang động điển hình của châu Âu và trên thế giới chưa nơi nào có.

## Mô tả

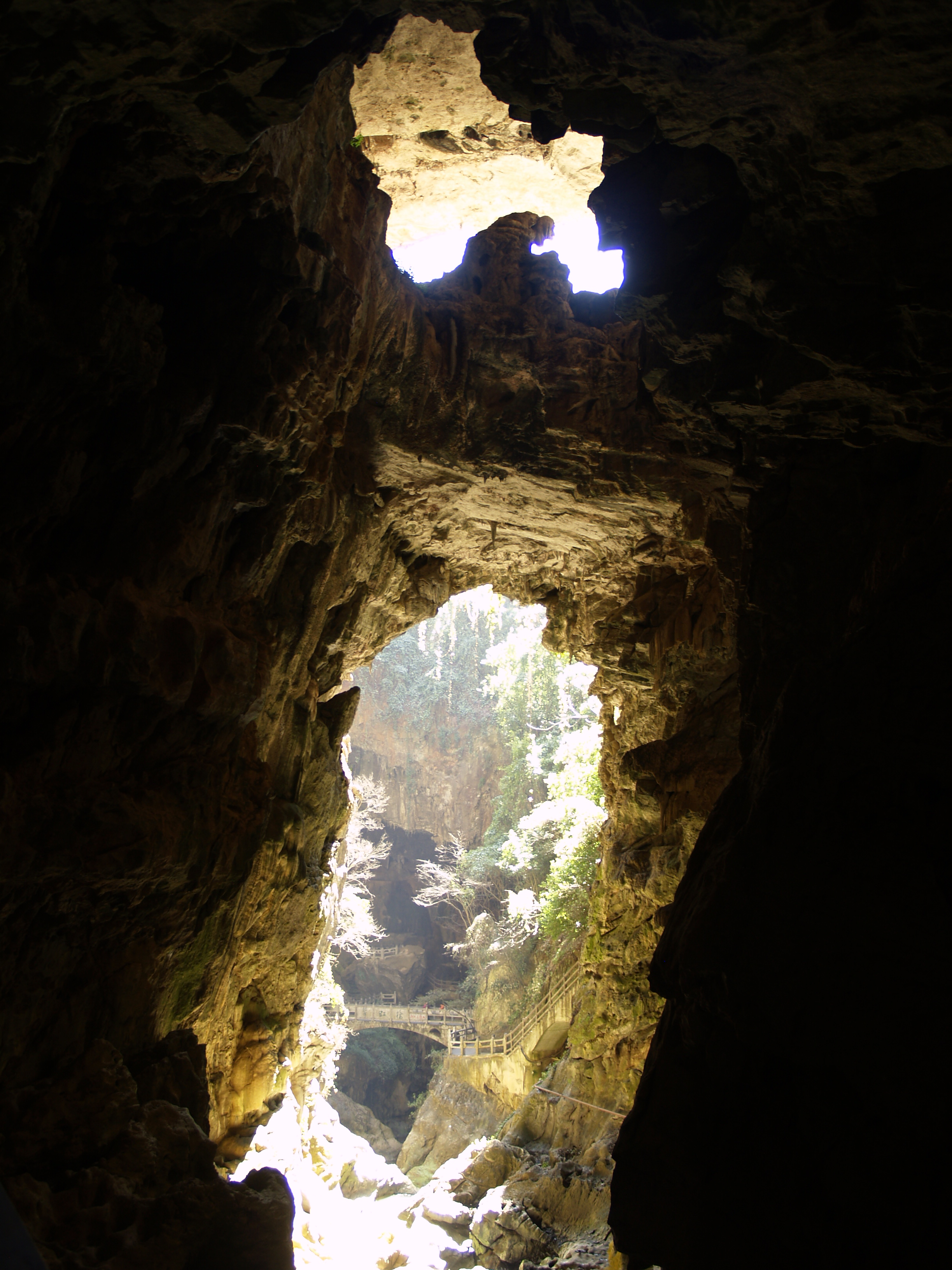
Cửu Hương

Có diện tích 170 km² nằm ở độ cao 1750m-1900m so với mặt nước biển, nhiệt độ bình quân trong năm là 14,60C. Cửu Hương là một quần thể gồm trên 100 hang động thạch nhũ lớn nhỏ, tạo ra những cảnh quan huyền bí như: Âm Thuý Hiệp, Thần Nữ Cung, thác nước Uyên Ương, Hùng Sư đại sảnh rộng 15.000 m².

## Các cảnh quan chính
- Thần Điền với những thửa ruộng bậc thang hay những cái nấm linh chi thật lớn, Thần Điền nghĩa là "ruộng thần", gồm nhiều tầng nằm thoai thoải xếp lên nhau. Mỗi tầng lại được tạo bởi các ô đá vôi uốn lượn, chứa đầy nước giống như những thửa ruộng bậc thang.
- Thạch Lâm thu nhỏ: khung cảnh Thạch Lâm thu nhỏ bị đảo ngược trên nóc hang…
- Động đầu tiên có tên là hang Dơi với rất nhiều thạch nhũ lơ lửng, như hàng trăm con dơi đang treo ngược mình trên vòm hang.
- Thác Uyên Ương: Động tiếp theo lại đầy các cột thạch nhũ đủ kích cỡ, vươn lên từ lòng đất. Băng qua một cây cầu, là thác Uyên Ương. Đó là hai thác nước ngầm trong lòng núi, ào ào đổ xuống dòng sông ngầm bên dưới.
- Động lớn nhất trong quần thể Cửu Hương được đặt tên là sảnh Sư Tử với bề mặt bằng phẳng và vòm hang cao như một đại sảnh. Tại đây có một bảo tàng nhỏ trưng bày các loại đá quý và giới thiệu quá trình hình thành địa chất của quần thể hang động có niên đại lên tới 600 triệu năm.

## Du lịch
Quần thể hang động Cửu Hương hiện đang là một trong ba thắng cảnh du lịch trọng điểm của thành phố Côn Minh, là thành viên hiệp hội hang động quốc tế.